# Miss USA 2018
Miss USA 2018, est la 67e élection de Miss USA. L'élection a lieu le 21 mai 2018 au Hirsch Memorial Coliseum (en) de Shreveport (Louisiane). C'est la troisième fois que la ville de Shreveport accueille l'élection de Miss USA (après les éditions de 1997 et de 1998).
La gagnante est Sarah Rose Summers (Miss Nebraska), laquelle succède ainsi à Kára McCullough, élue Miss USA 2017.
Les 50 États et le District de Columbia participent à l'élection. L'événement est diffusé sur la chaîne américaine FOX pour la deuxième année consécutive, et est présentée par Nick et Vanessa Lachey. 
Natasha Curry (en), Jamie Kern Lima (en), Crystle Stewart, Liliana Vasquez, Denise White (en) et Paula Shugart composaient le jury de l'élection.

## Classement final
| Titre         | Candidates |
| ------------- | --- |
| Miss USA 2018 | - Nebraska - Sarah Rose Summers |
| 1re dauphine  | - Caroline du Nord - Caelynn Miller-Keyes (en) |
| 2e dauphine   | - Nevada - Carolina Urrea |
| Top 5         | - Floride - Génesis Dávila (en) - Dakota du Sud - Madison Nipe                                                                                    |
| Top 10        | - Californie - Kelley Johnson (en) - Géorgie - Marianny Egurrola - Maine - Marina Gray - New Jersey - Alexa Noone - Tennessee - Alexandra Harper  |
| Top 15        | - Maryland - Brittinay Nicolette - Massachusetts - Allissa Latham - Michigan - Elizabeth Johnson - Oregon - Toneata Morgan - Texas - Logan Lester |

### Prix spéciaux
| Prix spéciaux  | Candidates                |
| -------------- | ------------------------- |
| Miss Sympathie | - Wyoming - Callie Bishop |